# Frustrazione

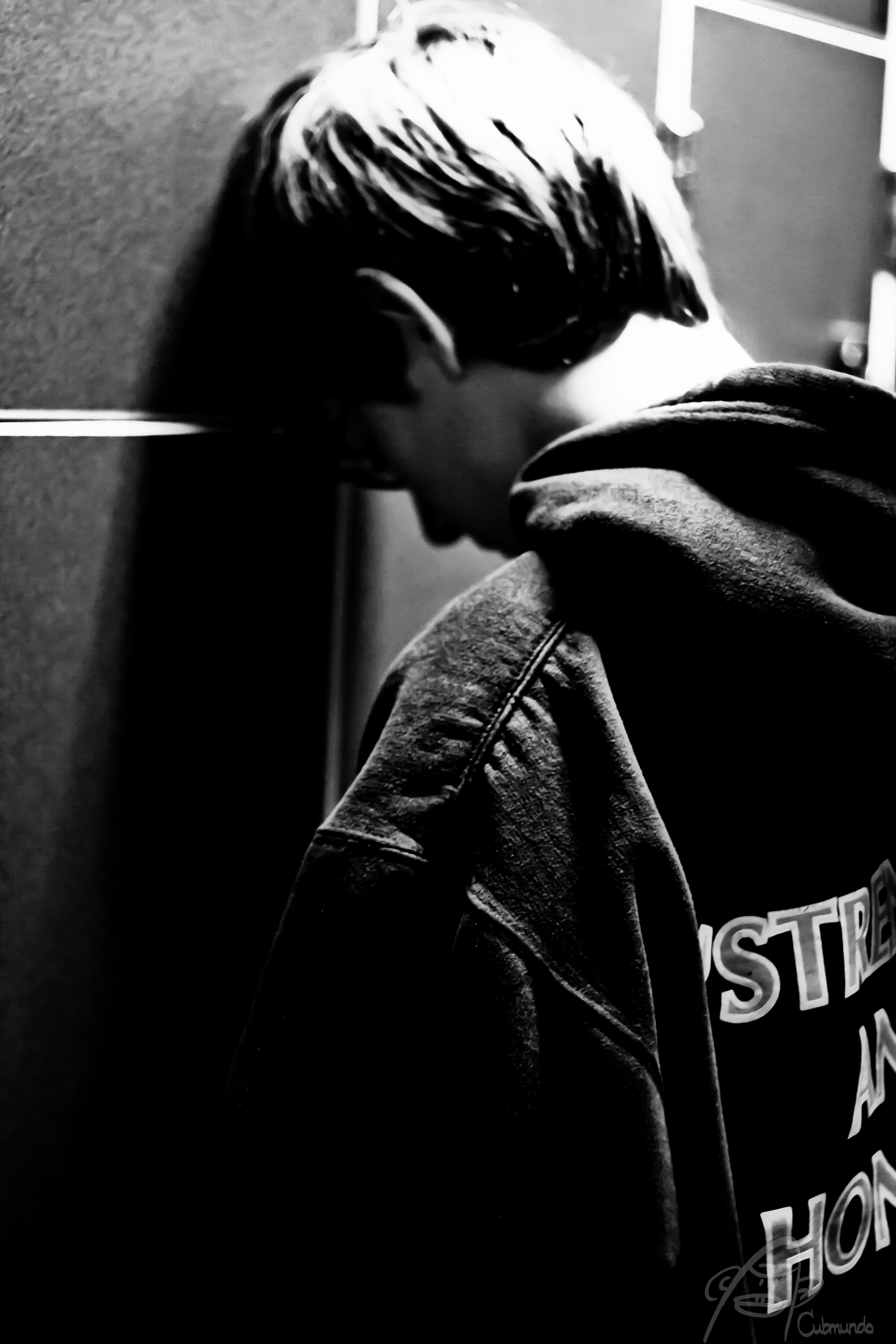
Frustrazione

La frustrazione è un sentimento e un'emozione spiacevole, legata alla rabbia e alla delusione, causata da un ostacolo o impedimento alla soddisfazione di un desiderio o un bisogno, ma anche impossibilità di affrontare un problema.
La frustrazione è talvolta definita come qualsiasi situazione che produce reazioni spiacevoli: dolore, rabbia, noia, irritazione, ansia e altre forme di disagio. La frustrazione a volte è intesa come una reazione all'impossibilità di raggiungere un obiettivo, nonostante lo sforzo per raggiungerlo.
La maggior parte degli esseri umani sperimenta ogni giorno una certa frustrazione perché è naturale che alcuni ostacoli interferiscano con i piani o gli obiettivi di tutti.

## Cause

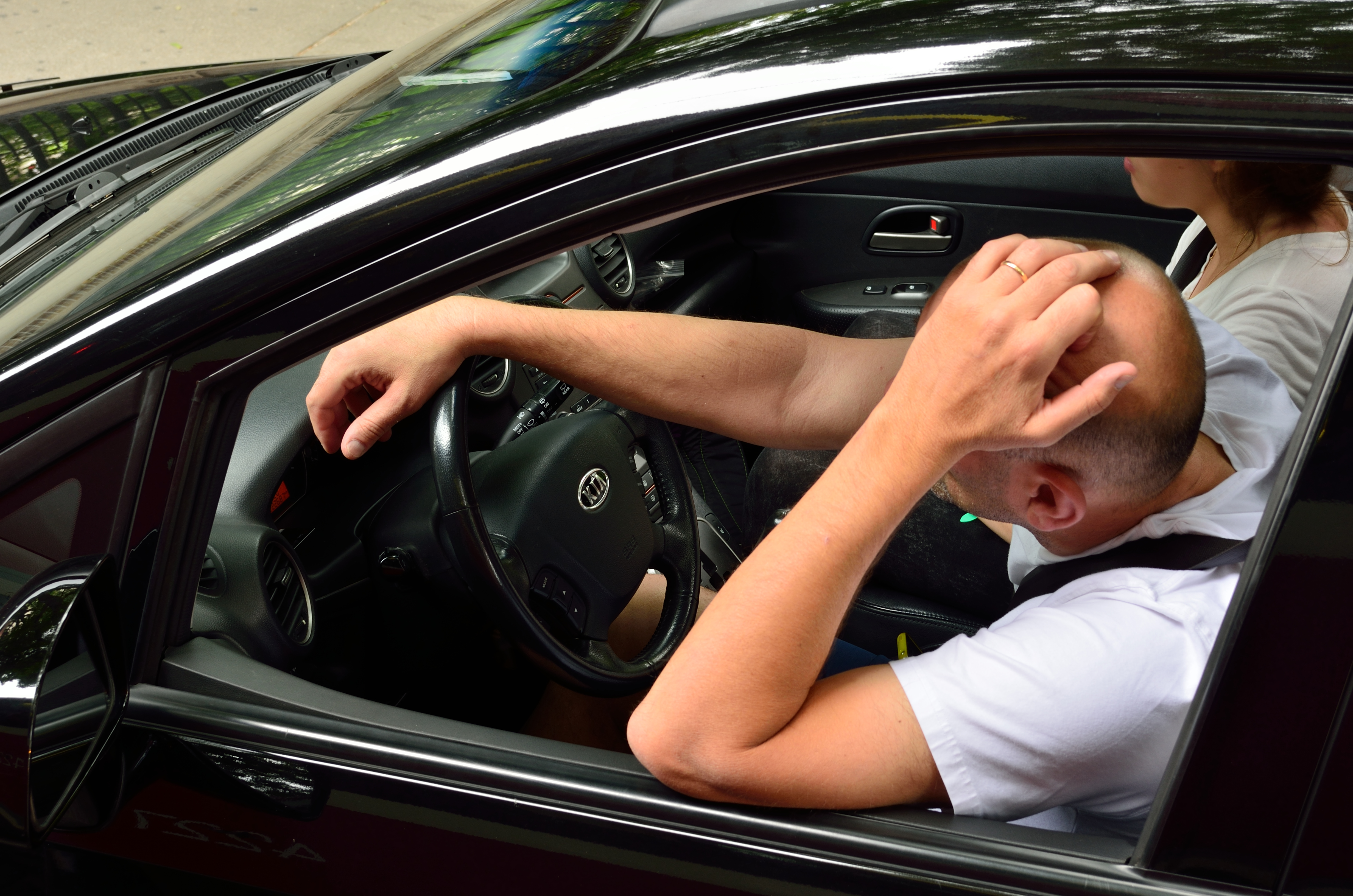
Rimanere fermi nel traffico è spesso causa di frustrazione

I blocchi o gli impedimenti alla realizzazione di una necessità, possono derivare da fattori ambientali, sociali o endogeni.
1. Cause ambientali: sono gli ostacoli dovuti all'ambiente fisico geografico che ci circonda: ad esempio, l'assenza di ombra nel deserto è un ostacolo al suo attraversamento, la lontananza di un luogo impedisce la sua frequentazione continua; il rumore, la mancanza di igiene, il freddo, la cattiva illuminazione dell'ambiente di lavoro, possono essere tutti causa di frustrazione ambientale.
2. Cause sociali: più difficili da accettare delle precedenti, sono gli ostacoli dati dalle regole sociali, sia di interazione con i propri superiori in ambiente lavorativo, sia di interazione tra minoranze etniche o religiose. Ad esempio: il capo ufficio che non si interessa delle nostre richieste, la situazione degli italiani sbarcati in America (e in generale di tutti gli emigranti del mondo), etc.
3. Cause endogene: le più difficili da accettare, sono dovute al conflitto tra due bisogni della persona. Ad esempio, il conflitto tra autonomia e protezione familiare che nasce negli adolescenti.

Le cause di frustrazione ambientali e sociali sono studiate anche da altre discipline, quali la sociologia. Le cause endogene sono più propriamente studiate dalla psicologia poiché scaturiscono dalla complessità interiore dell'individuo che spesso si trova nella situazione conflittuale secondo cui per soddisfare un bisogno deve rinunciare ad un altro. In alcuni casi, in particolar modo negli individui affetti da insicurezza sociale, una controreazione alla frustrazione pare possa manifestarsi sotto forma di atteggiamenti improntati alla megalomania, con complessi di superiorità, vanità e presunzione.

## Teorie e strumenti di misura
Uno studio che si è occupato del rapporto tra frustrazione e aggressività è stato quello condotto dallo psicologo statunitense John Dollard in cui si è visto come alla base di un comportamento aggressivo (risposta) vi sia sempre un evento frustrante (stimolo).
Uno strumento di misura della frustrazione è il Picture Frustration Study di Saul Rosenzweig. È un test semi-proiettivo, formato da 24 vignette che illustrano altrettante situazioni in cui compare una figura frustrante e una frustrata. Il test, nelle tre forme per bambini, adolescenti e adulti, evidenzia due atteggiamenti di base, quale risposta indotta dall'identificazione con la figura frustrata:
- la direzione dell'aggressività (rivolta all'esterno, all'interno o repressa);
- il tipo di aggressività (prevalente e tipica del soggetto).